# Strandfestival ZAND
Strandfestival ZAND is een sinds 2008 een terugkerend popfestival op het Almeerderstrand in de Nederlandse stad Almere. Het festival kenmerkt zich als een muzikale stranddag in de zomer met voornamelijk Nederlandse artiesten. Tijdens Strandfestival ZAND zijn er verschillende genres te herkennen, namelijk: pop, Nederlandstalig, indie pop, singer/songwriter, indie rock, metal en rock.
Het festival trekt elk jaar tussen de 25.000 en 27.000 bezoekers, wat afhankelijk is van de line-up en natuurlijk het weer. De meeste bezoekers zijn tussen de 20 en 40 jaar oud. Na een flinke groei in de beginjaren lijkt het bezoekersaantal nu stabiel te zijn, zonder veel grote pieken. De concurrentie met andere festivals en stijgende ticketprijzen spelen hier waarschijnlijk een rol in, net als het feit dat het programma de laatste jaren niet heel veel verandert.

## Edities van Strandfestival ZAND

### 2008
- Nick & Simon
- Ilse DeLange
- Alain Clark
- Jeroen van der Boom
- VanVelzen
- Guus Meeuwis

Deze editie vond plaats op 23 augustus.

### 2009
- Jewelste (voorprogramma)
- 3JS
- Acda en De Munnik
- BLØF
- VanVelzen
- Jan Smit

Deze editie vond plaats op 22 augustus.

### 2010
- De Coronas (voorprogramma)
- Jurk!
- Rowwen Hèze
- Nick & Simon
- VanVelzen
- 3JS
- Paul de Leeuw

Deze editie vond plaats op 21 augustus.

### 2011
Artiesten:
- 100 minuten van 100% NL met: Leonie Meijer, Jaap Reesema, Hansen Tomas en Joost Marsman (Voorprogramma)
- Alain Clark
- VanVelzen
- Kane (band)
- BLØF
- Guus Meeuwis

Deze editie vond plaats op 20 augustus.

### 2012
Op 18 augustus traden onder meer Guus Meeuwis, Ilse DeLange, VanVelzen, JURK!, Nick & Simon, The Originals en Gers Perdoel op.

### 2013
Op 23 en 24 augustus traden Guus Meeuwis, BLØF, Racoon, Nielson, Acda en De Munnik, Jurk!, Gers Pardoel, Miss Montreal, Glennis Grace, Eddy Zoey en The Originals op.

### 2014
Op 22 en 23 augustus traden Guus Meeuwis, Racoon, Nielson, Miss Montreal, Ilse DeLange, VanVelzen, The Opposites, Nick & Simon, Niels Geusebroek, Jacqueline Govaert, Laura Janssen, Maaike Ouboter en The Originals op.

### 2015
Op zaterdag 22 augustus 2015 traden onder andere Guus Meeuwis, Anouk, Kensington, Kenny B, Matt Simons, Miss Montreal, Gers Pardoel, DI-RECT, The Flexican & Sef en The Originals op.
DJ line-up: Dennis van der Geest, DJ Willow, Kid De Luca, Fritz The Face en Mr. Wonder.

### 2016
Op zaterdag 27 augustus 2016 traden o.a. Guus Meeuwis, BLØF, Nielson, Douwe Bob, Typhoon, Marco Borsato, Lil' Kleine & Ronnie Flex, The Originals en Coen en Sander Show op.
DJ line-up: Lil' Kleine & Ronnie Flex, DJ Willow, Domien Verschuuren, Deepend en Coen en Sander Show.